# Kayapó
Los kayapós ([käjäˈpɔs] mebengokre, kayapo o caiapó) son un pueblo indígena que habita en las tierras planas de Mato Grosso y Pará, en Brasil, el planalto central, al sur de la Amazonia, en curso superior de los ríos Iriri, Bacajá, Fresco y otros afluentes del río Xingú, entre el río Curuá y el río Fresco, y entre este y el río Araguaia.

## Economía
Su principal actividad es la agricultura itinerante, practicada por hombres, mujeres y niños. Mediante el método de tala y quema, cada pareja limpia en el bosque un terreno de unos 50 m por 30 m donde establecen su puru, un huerto en el que siembran simultáneamente batata, ñames, yucas, plátanos, algodón, achiote y maíz y al lado de los árboles plantan cupá, una enredadera con  zarcillos comestibles. Algunos grupos han introducido en los huertos fríjoles, papaya, tabaco y arroz. Usan algunas plantas como fertilizantes, pesticidas o estimulantes del crecimiento. Existen los huertos de cada familia y los comunitarios controlados por los jefes, que sirven para las fiestas en, los enfermos o situaciones de emergencia.
Los huertos llegan a su punto máximo de producción de los cultivos en dos o tres años, pero continúan reproduciéndose varios años. Así, las batatas producen cuatro a cinco años, ñame y malanga cinco a seis años, la yuca cuatro a seis años y la papaya cinco o más años”. Los campos viejos son importantes por su concentración de frutales, palmas y de plantas medicinales. Pasados los años, más y más árboles van creciendo hasta conformar un denso bosque secundario. Los kayapó también poseen huertos ocultos de reserva utilizadas como recurso en tiempos de peligro o de escasez de alimentos. Los patrones de uso de recursos de los kayapó no son destructivos para el bosque y en cambio lo fortalecen, para lo que requieren una gran área.
Recolectan miel y frutos de palmeras silvestres, como la bacaba (parecida al seje), el babasú, el moriche, la mangaba y la tucuma. La nuez de Pará que anteriormente era recolectada por las mujeres para el autoconsumo, hoy es recogida por los hombres y vendida a acopiadores estatales o privados. Son buenos cazadores aunque actualmente la caza mri no abunda. Entre las presas que logran obtener se destaca el pecarí. Pescan con barbasco durante el verano.
Los hombres tejen canastos, bandas para cargarlos y cinturones y además fabrican macanas, lanzas, arcos y flechas para la cacería. Las mujeres hilan algodón para hacer brazaletes, bandas y cuerdas. Los niños más que nada recogen leña y fruta.

## Organización social
Cada comunidad organiza su vida en forma independiente de las demás, pero con las mismas estructuras. Se construye una aldea base con una plaza central para las fiestas y bailes y alrededor de las casas de cada familia de las mujeres. El ngobe es la casa de los hombres, situado al extremo norte de la plaza, donde ellos se reúnen, realizan ciertos trabajos artesanales y donde pernoctan cuando lo requieren. los hombres se dividen en 2 bandos
es económicas, políticas y rituales, cada uno con un benadióro (jefe) con sus ôópen (partidarios). Las casas de las esposas de los jefes están una en el extremo oriental de la aldea y otra al occidente. Llevan una vida seminómada. Varias veces al año hacen recorridos por el bosque para la caza, la recolección, el establecimiento de nuevos huertos o la cosecha; algunos son cortos y breves y otros relativamente largos, durante los cuales abandonan la aldea. Como comunidades sobrevivientes, se menciona a los kubenkrâkên, gorotire, xikrin, menkragnoti y metüktire.
Una forma organizativa fundamental mediante la cual cada persona se articula a su comunidad es el "grupo patronímico" o segmento de nombres. Las niñas y mujeres forman parte del mismo grupo que las hermanas del padre, en tanto que los niños y varones son del grupo de los hermanos de la madre. 
La terminología de parentesco se asemeja al tipo Omaha, lo cual permitiría pensar en la existencia de linajes patrilineales, que sin embargo no existen y son substituidos por la pertenencia a segmentos determinados por descendencia en línea cruzada: Cada persona pertenece a una categoría según su edad, sexo y número de hijos. Los guerreros (mayores de 17 años) participan en el ngobe de las asambleas donde se toman decisiones políticas. 
El matrimonio se contrae a temprana edad, a veces convenido por las madres de los contrayentes, siendo prohibida la unión entre primos cruzados. Se trata de un acontecimiento público, que se programa tras la menarquia de las muchachas (entre los 10 y 12 años). las madres y tías de los recién casados preparan e interrumpen sin prejuicios la "noche de bodas". El divorcio es posible, pero las segundas nupcias tienen un carácter privado.
La decoración del cuerpo es un asunto importante en la sociedad, por lo cual se dedica tiempo a depilarlo y dibujar con colorantes, diseños sobre él. Hombres, mujeres y niños llevan la parte superior de la cabeza completamente rasurada, las mujeres dejan caer hacia atrás el resto del cabello, mientras los hombres se hacen un moño. Llevan coronas de plumas, aretes, collares y bandas y algunos hombres aun usan un disco en el labio inferior, que anteriormente portaban todos los varones.

## Idioma
Su idioma es el llamado mẽbêngôkre, pertenece a la familia lingüística gê. Esta lengua no es exclusiva de los kayapó, sino que otras etnias que se consideran aparte como los xikrin hablan otra variante de la misma lengua.
El mẽbêngôkre es una lengua muy analítica, como el resto de lenguas gê, donde la mayoría de palabras son monosilábicas. Desde el punto del alineamiento morfosintáctico el mẽbêngôkre presenta ergatividad escindida según la polaridad (afirmativa o negativa) del verbo.

## Religión
Para los kayapós junto al mundo terrenal, existe un mundo celeste de donde proviene la humanidad. De acuerdo a su mitología tradicional, los primeros humanos que vinieron a la tierra bajaron desde allí por una larga cuerda, cual hormigas por un tronco. Esto fue posible porque un hombre vio a un armadillo y lo siguió hasta que entró por un agujero, que después usaron las personas para ver este mundo y decidirse a descender a él. También las plantas cultivables bajaron del mundo celestial, cuando la hija de la lluvia peleó con su madre, bajó a este mundo y las entregó al hombre que la acogió y con el cual convivió.
Muchos relatos explican los sucesos culturales, como la obtención del fuego desde la casa del jaguar. Los bailes son un asunto muy serio en la relación con la naturaleza, la sociedad y la historia. No usan bebidas fermentadas ni plantas alucinógenas.

## Problemática
Contemporáneamente la explotación minera y maderera amenazaron su forma de vida, por lo que usaron tácticas de resistencia para expulsar a los madereros y los mineros en algunas áreas de su territorio. En 1987, los planes del gobierno para construir una serie de represas hidroeléctricas en su tierra los amenazaron otra vez. Una gran manifestación de protesta fue organizada por los Kayapó, atrayendo la atención de los medios de todo el mundo; se efectuó en el sitio previsto para la primera represa adentro Altamira, Pará, duró varios días para presionar al Banco Mundial y gobierno brasileño. Además la estrella del rock Sting participó en la protesta. Consecuentemente, el Banco Mundial negó la solicitud de crédito para construir la presa. En 2008, fueron nuevamente amenazados por el proyecto del gobierno de construir la represa de Belo Monte en el río Xingu, en territorio de muchos kayapos.